# Uguale
L'uguale è un comune segno tipografico di tipo matematico, probabilmente uno dei più antichi; la sua immagine è costituita da due lineette orizzontali parallele, simili a due meno posti l'uno sull'altro. Il termine uguale viene dal latino aequalis, e, che significa uguale, oppure pianeggiante; questo vocabolo deriva a sua volta da un'altra parola latina, aequus, i, nel significato di piano, liscio.
Il simbolo = si legge "uguale a", o, mantenendo la base etimologica, "eguale a". Fu inventato nel 1557 per sostituire il termine aequalis fino ad allora usato, dall'astronomo e matematico gallese Robert Recorde, che decise di utilizzare due trattini paralleli affermando:
(Robert Recorde, The Whetstone of Witte, c. Ff1v)

## Utilizzo

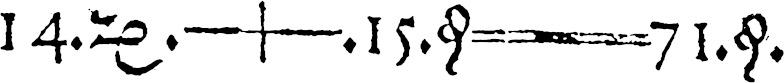

L'uguale è un simbolo molto adoperato in matematica, e serve ad indicare che due o più entità numeriche o geometriche sono tra loro completamente identiche, indifferenti; lo si vede comparire spesso nelle equazioni matematiche
{\displaystyle a+b\,=\,c;\quad x^{2}\,=\,y}
Uguale viene anche utilizzato come operatore di assegnamento logico per indicare il nuovo valore di una variabile in una sequenza di passi.
Esempio di utilizzo di uguale come operatore di assegnamento:
{\displaystyle x=4}
{\displaystyle y=x+3}
Il valore finale della y sarà 7.
Oltre che nella formulazione matematica, l'uguale viene spesso digitato nei messaggi, come avviene anche per altri simboli scientifici, per risparmiare tempo-tastiera: invece della parola uguale viene inserito il simbolo = come ad esempio nella frase «Tu non sei = a me», nella quale si evitano di scrivere ben sei caratteri.

## Altri segni derivati dall'uguale

### Il simbolo ≠
Tra i più importanti segni derivati dall'uguale ricordiamo quello che in matematica è il suo esatto opposto: il ≠, detto "disuguale" o "diseguale"; com'è ovvio, la sua funzione è indicare che due entità sono tra loro differenti.
Esempio: 2 ≠ 3
Corrisponde allo standard Unicode U+2260.

### Il simbolo ≡
Sempre dall'uguale deriva il simbolo di "coincidente o congruente", ≡, che in geometria indica la proprietà di due figure di essere perfettamente sovrapponibili in ogni loro punto; la figura è composta da un uguale a tre lineette, come a intendere che il coincidente/congruente indica cose "più uguali", "interamente uguali" tra loro. In teoria dei numeri esso indica anche una relazione di equivalenza tra numeri interi detta "congruenza modulo n".
Esempi:
- triangolo ABC ≡ triangolo DEF
- 9 ≡ 5 (mod 2)

### Il simbolo ≅
Esiste anche il simbolo di "congruente geometricamente", ≅, che indica una congruenza di tipo geometrico. È talvolta utilizzato anche per indicare un isomorfismo.
Corrisponde allo standard Unicode U+2245.

### Il simbolo ≈
Anche il segno di similitudine, ≈, viene dal simbolo uguale; le due linee ondeggianti indicano che le due figure geometriche di cui si sta parlando sono solo parzialmente uguali, precisamente solo per quanto riguarda gli angoli. In teoria degli insiemi il simbolo, talvolta anche con una tilde sola (vedere sotto), serve a indicare due elementi appartenenti a una stessa classe di equivalenza. Il carattere tipografico ≈ può anche voler dire "quasi uguale a", "uguale circa a" sia in senso di approssimazione, come in analisi numerica, che in un senso di equivalenza asintotica.
Esempi:
- quadrato ABCD ≈ quadrato EFGH
- π ≈ 22/7

Corrisponde allo standard Unicode U+2248.

### Il simbolo ≃
Il simbolo è una combinazione di = e ≈ ed è un'alternativa a quest'ultimo per indicare l'equivalenza asintotica.
Esempio: sen(x) ≃ x per x → 0
Corrisponde allo standard Unicode U+2243.

### Il simbolo ∼
La tilde indica una relazione di equivalenza e viene perciò talvolta usata per indicare proporzionalità. Si usa anche per indicare che una variabile casuale è distribuita secondo una specifica distribuzione di probabilità.
Esempio: x ~ y (x è equivalente a y)
Corrisponde allo standard Unicode U+223C.

### Il simbolo ∽
La tilde invertita è usata talvolta per indicare proporzionalità.
Corrisponde allo standard Unicode U+223D.

### Il gruppo:=
Il simbolo := sta per "uguale, per definizione, a", indicando un'uguaglianza che discende da una definizione, come ad esempio π := Circonferenza / Diametro. Un uso analogo si ha in alcuni linguaggi di programmazione (come ADA, ALGOL, Pascal e altri), nel quale il simbolo := indica l'assegnazione di un valore a una variabile.
A volte viene usato anche il simbolo ≡ per questo scopo.